# Sombreros dorados
Sombreros de oro (alemán: Goldhüte, singular: Goldhut) es la denominación de unos muy específicos y poco comunes objetos arqueológicos de la Edad de Bronce en Europa Central. Hasta el momento, cuatro de estos objetos han sido descubiertos y debidamente catalogados. Los objetos están realizados con hoja de oro a las que se les añade en el exterior a lo largo de la superficie tocados cónicos y que probablemente fueron hechos de material orgánico y cuya función era estabilizar las hojas de oro.

## Los cuatro sombreros conocidos

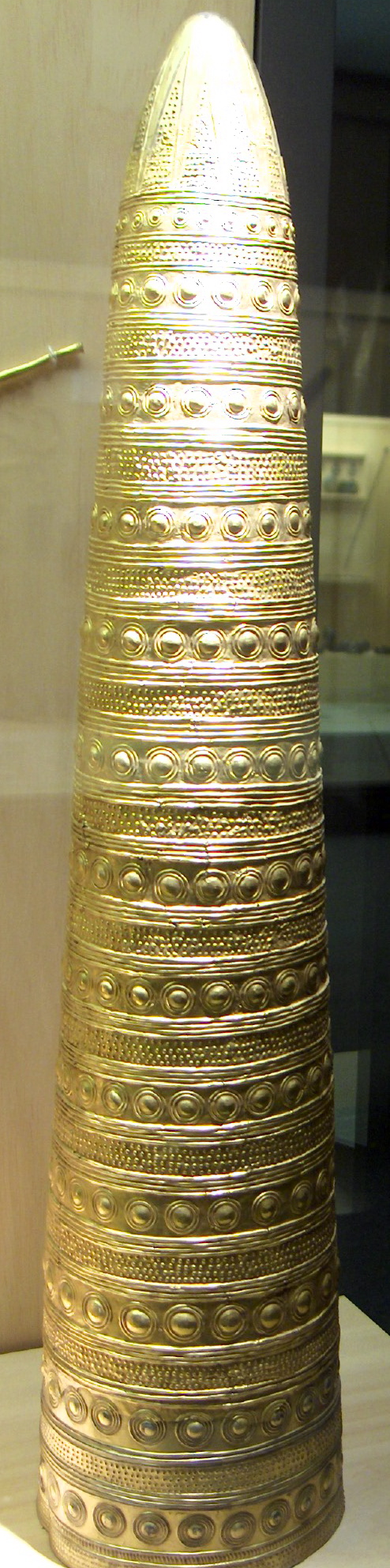
"Sombrero" dorado de Avanton.

Los siguientes sombreros de oro son los conocidos en la actualidad: 
- Sombrero dorado de Schifferstadt, encontrado en 1835 cerca de Speyer Schifferstadt, de cerca del 1400-1300 a. C.
- Sombrero dorado de Avanton, incompleto, se encontró en Avanton, cerca de Poitiers en 1844. Tiene alrededor de 3000 años.
- Sombrero dorado de Ezelsdorf de-Buch, que se encontró cerca de Ezelsdorf en 1953. Creado alrededor del 1000-900 a. C. es el más grande con alrededor de 90 cm de alto.
- Sombrero dorado de Berlín, que se encontró probablemente en Suabia o Suiza. Fue fabricado cerca del 1000-800 a. C. y adquirida por el Museo für Vor-und Frühgeschichte, Berlín, en 1996.

## Contexto cultural
Los sombreros están asociados con la cultura protocéltica de la Edad de Bronce. Sus estrechas similitudes en el simbolismo y las técnicas de fabricación son un testimonio coherente de la relación con un amplio territorio en el este y el oeste de Francia y el suroeste de Alemania. Una armadura de oro con una técnica similar fue hallada en Mold, Flintshire, en el norte de Gales, pero parece ser anterior a los sombreros.

## Contexto arqueológico
El contexto arqueológico de las piezas es, por desgracia, poco claro. Por ejemplo, de la pieza de Berlín no se sabe absolutamente nada. Al parecer y según los datos sacados del resto de objetos, las obras doradas fueron enterradas deliberadamente.

## Cronología
Los datos más exactos hablan de unas fechas comprendidas entre el 1200 y el 800 a. C.

## Función
Se supone que los sombreros dorados sirvieron como insignia religiosa de las deidades o sacerdotes del culto al Sol entonces muy extendido en Europa Central. Tres de los cuatro ejemplos tienen un pedestal como ampliación en la parte inferior del cono y sus aberturas son ovaladas (no redondas), con diámetros y formas más o menos equivalentes a las de un cráneo humano. La representación figurativa de un objeto parecido a un sombrero cónico sobre una losa de piedra de la tumba del Rey en Kivik, en el sur de Suecia, apoya firmemente su asociación con la religión y de culto, así como el hecho de que los conocidos ejemplos parecen haber sido depositados (enterrados) cuidadosamente.
- Datos: Q737406
- Multimedia: Bronze Age golden hats / Q737406